# Szibilla flamand grófné
Anjou Szibilla (Sibylle d’Anjou) (kb. 1112 - 1165) középkori francia nemesasszony, házassága révén flamand grófné.

## Élete
Apja V. Fulko Anjou grófja, anyja Maine-i Ermergarde. Szibilla bátyja volt Gottfried, apja halála után Anjou grófja és fia révén a Plantagenêt-ház megalapítója. 1123-ban ment feleségül Guillaume Cliton normann nemeshez, II. Róbert normandiai herceg fiához. A házasságot Szibilla apja szervezte, aki így is támogatni akarta Guillaume-ot, és Szibilla Maine grófságot kapta hozományba.
A házasságot 1124-ben II. Honoriusz pápa vérrokonságra hivatkozva felbontotta, de feltehetően szerepet játszott I. Henrik angol király is, aki ígéretekkel, fenyegetésekkel és pénzzel igyekezett unokaöccsét, legidősebb bátyja, II. Róbert normandiai herceg fiát, Guillaume-ot meggátolni a Flamand grófság megszerzésében. Fulko apja azért támogatta Guillaume-ot, mert Henrik visszatartotta első lánya, Alice hozományát, aki Henrik legidősebb fiához, Vilmoshoz ment feleségül. Vilmos 1120-ban a La Manche csatornába fulladt, amikor egy hadjáratról visszatérőben hajója elsüllyedt. Fulko ellenezte Szibilla házasságának felbontását is, mígnem Honorius pápa őt magát és Anjou grófságot is kiátkozta.
Szibilla ekkor özvegy apjával együtt a Szentföldre utazott, ahol Fulko feleségül vette Melisenda jeruzsálemi királynőt és ezzel a Jeruzsálemi Királyság királya lett 1131-ben.
1139-ben érkezett a Szentföldre I. Thierry flamand gróf, aki 1128-ban, Guillaume halála után szilárdította meg uralkodását Flandriában Henrik angol király támogatásával. Szibilla és Thierry 1139-ben házasodtak össze, majd visszatértek Flandriába. Amikor Thierry ismét a Szentföldre utazott, hogy részt vegyen a második keresztes hadjáratban (1145–1149), a terhes Szibillát tette meg Flandria régensének. Thierry távollétét kihasználva a szomszédos Hainaut uralkodója, IV. Balduin hainaut-i gróf betört Flandriába, de Szibilla hamarosan ellentámadást indított és feldúlta Hainaut-t. Válaszul Balduin betört Anjou grófságba és a háborúskodásnak csak  reims-i érsek közbelépése vetett véget. 1150-ben, amikor Thierry visszatért a Szentföldről, megtámadta Hainaut-t és Bouchain mellett vereséget mért Balduinra I. Henrik namuri gróf és Henrik, Liège püspökének segítségével. A rákövetkező béketárgyalások során Thierry egyik lányát, Margitot Balduin fiához, a későbbi V. Balduin hainaut-i grófhoz adta feleségül.
1157-ben ismét férjével utazott annak harmadik szentföldi útjára, ahol részt vettek III. Balduin oldalán Shaizar ostromában. 1159-ben Thierry visszatért Flandriába, de Szibilla nem tartott vele: a betlehemi Szt. Lázár kolostor apácája lett, ahol mostohanagynénje, Ioveta jeruzsálemi királyi hercegnő volt az apát. Ioveta és Szibilla Melisenda királynő támogatói lettek és 1157-ben segítségükkel választották meg Jeruzsálem pátriárkájának Nesle-i Amalrikot, Melisenda szövetségesét.
Melisenda halála után (1161) Szibilla jelentős befolyásra tett szert a jeruzsálemi királyi udvarban. 1165-ben Betlehemben halt meg.

## Családja és leszármazottai
Első férje (1123) I. Vilmos flamand gróf (Guillaume Cliton, 1101 - 1128), III. Róbert normandiai herceg és Sibylle de Conversano fia. A házasságot 1124. augusztus 26-án II. Honoriusz pápa vérrokonságra hivatkozva felbontotta, gyermekük nem született. Guillaume 1127-ben elhódította a flamand grófi címet, de 1128-ban Aalst ostroma közben szerzett sérüléseibe belehalt.
Második férje (1134) I. Thierry flamand gróf, II. Thierry lotaringiai herceg és Gertrude de Flandre fia (1099 - 1168). A házasságból összesen hét gyermek született:
- Balduin (? - 1154 előtt)[6][7]
- Fülöp (? - Akkra, 1191. július 1.)[6] 1157-ben, mikor szülei a Szentföldre indultak, apja megtette Flandria régensének és Thierry 1159-es visszatérése után is Fülöp intézte a napi adminisztráció nagy részét, illetve Flandria társgrófja maradt.[8] 1167-ben Vermandois grófja lett, amely címet felesége, révén kapta meg. 1168-tól I. Fülöp néven flamand gróf.
- Máté (1137 - Driencourti csata, 1173. december 25.)[6] 1160-ban felesége révén I. Máté néven Boulogne grófja lett. 1166-ban bátyja oldalán vett részt a Holland Grófság elleni hadjáratban[9] 1173-ban VII. Lajos francia király seregének flamand részét vezette a II. Henrik angol király elleni normandiai hadjáratban, amikor Driencourt ostroma során halálos sérülést szenvedett.[10][11] A közeli Saint-Josse apátságban temették el.[12] Első felesége (1160 körül) Marie de Blois, Boulogne grófnője (1136 - Montreuil, 1182), I. István angol király és felesége, Matilda Boulogne-sur-Mer grófnőjének lánya.[13] Mária fiatalkorában a kenti Lillechurch Priory kolostor növendéke volt, majd a Romsey Abbey (Hampshire) apácája lett 1148 és 1155 között. 1155-ben megválasztották Romsey főnővérévé. 1159-ben bátyja után örökölte Boulogne-sur-Mer grófi címét. 1160-ban Máté a kolostorból rabolta és kényszerítette házasságra, amit 1169/70-ben érvénytelenítettek.[14] Ezután Mária a St Austrebert zárdába vonult vissza, Montreuil közelébe és ott is halt meg. Máté második felesége (1171) Eleonore de Vermandois (1148/49 - 1213. június 19/21.), I. Raoul Vermandois és Valois grófja és Aélis (Petronille) d'Aquitaine lánya, Godfrey de Hainaut oostrevanti és IV. Vilmost neversi grófok özvegye.[15] Eleonor 1183-ban, nővére halála után magának követelte a Vermandois grófnője, majd 1186-ban örökölte a Valois grófnője címet. 1192-ben lett Vermandois grófnője. Máté halála után 1175-ben újra házasodott, negyedik férje III. Máté Beaumont-sur-Oise grófja. Máté első házasságából két lánygyermek született:
  - Ida (kb. 1160 - 1216. április 21.)[16] 1173-ban örökölte apja halála után örökölte a Boulogne grófnője címet. Első férje (1181) Gerhard van Gelderland gróf (1140 - 1181), aki röviddel a házasságkötés után meghalt.[17] Második férje (1183) IV. Bertold, Zahringen hercege (? - 1186. szeptember 8.)[18] Harmadik férje (1190) Renaud de Dammartin  (1165/70 - 1217. április 21.), 1200-tól Dammartin grófja.[19]
  - Matilda (1170 - Leuven, 1210. október 16.)[16][20][21] Férje (1180) Henrik de Brabant (1165 - Köln, 1235. szeptember 5.), apja VII. Godfrey alsó-lotaringiai herceg, Leuven grófja és Brabant hercege, anyja Margareta van Limburg. Henrik 1180-ban örökölte Alsó-Lotaringia hercegi címét, 1183-tól leuveni gróf, 1191-től brabanti herceg.
  - Máté második házasságából egy ismeretlen lánygyermek született.[22]
- Péter (? - 1176. augusztus) A bruggei és Szt. Omeri apátságok prevostja. 1167-ben megválasztották Cambrai püspökének,[23] de 1173-ban bátyja, Máté halála után lemondott egyházi tisztségeiről és feleségül vette Nevers grófnőjét. 1175-től viselte a Nevers grófja címet. Felesége Madilda de Bourgogne (1150 - 1219. december 17.), Rajmond de Bourgogne lánya, valamint II. Odó Issoudun hűbérurának és I. Guy neversi gróf özvegye.[24][25] 1177/80 körül ismét házasodott, férje Robert de Dreux, de a házasságot vérrokonság miatt 1181-ben érvénytelenítették. Ezután a fontevrault-i kolostorba vonult vissza. Péter és Matilda házasságából egy lánygyermek született:
  - Sibylla (1176/77 - 1236)[26] Saint-Vlaast, Lillers és Vladslo úrnője, férje (1193 körül) Robert de Wavrin, Flandria helytartója (seneschal) (? - 1197)
- Gertrude (? - 1186 után)[27][28] Első férje III. Humbert Maurienne és Savoy grófja (1136 - 1189. március 4.), de a házasságot 1162-ben felbontották. Második férje (1162 után) III. Hugó d'Oisy, Cambrai várnagya (? - 1189. augusztus 29.). Második férje halála után apáca lett Messines kolostorában.[29]
- Margit (1145 - 1194. november 15.)[27][28] Első férje II. Raoul Vermandois grófja, de a házasságot nem hálták és végül felbontották (Raoul leprás lett).[30] Második házasságát bátyja, Fülöp gróf azért szervezte, hogy javítsa Flandria és Hainaut grófságok kapcsolatát. Férje (1169) hainaut-i Balduin (1150 - Mons, 1195. december 17.), IV. Balduin hainaut-i gróf és felesége, Alice de Namur fia.[31][32] Margit és Balduin 1191-ben közösen örökölték a flamand grófi címet, utóbbi mint VIII. Balduin flamand gróf. Balduin emellett 1171-ben, apja halála után, Hainaut grófja lett V. Balduin néven.
- Matilda (? - ?)[33] Fontevrault apátnője.